# Synidotea marmorata
Synidotea marmorata is een pissebed uit de familie Idoteidae. De wetenschappelijke naam van de soort is voor het eerst geldig gepubliceerd in 1867 door Packard.